# Simas Buterlevičius
Simas Buterlevičius (Vilnius, 18 aprile 1989) è un ex cestista lituano.

## Palmarès
- Eurocup: 1

Lietuvos rytas: 2008-09